# Triaenodes fossilis
Triaenodes fossilis là một loài Trichoptera hóa thạch trong họ Leptoceridae.